# 地月自主定位系统技术操作和导航实验
地月自主定位系统技术操作和导航实验（简称CAPSTONE）是用于测试和验证月球门户空间站计划计算轨道稳定性的月球轨道飞行器。